# Autoestrada

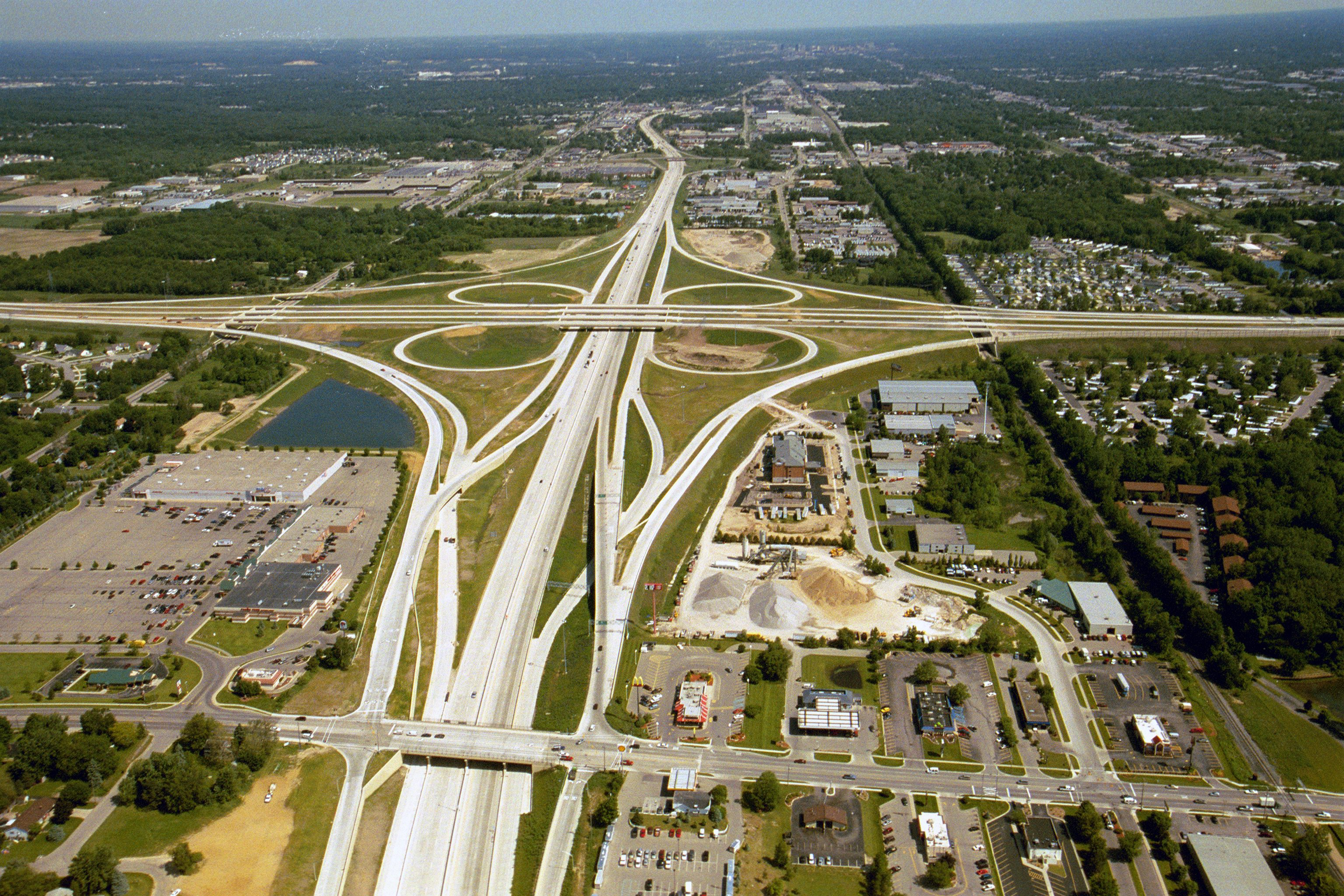
O cruzamento das rodovias US-131, M-6 e da Rua 68 em Wyoming, Michigan, Estados Unidos, exemplifica muitas das características principais das autoestradas: impedir o tráfego com estradas separadas, sem cruzamentos no nível do chão e sem acesso direto às propriedades.

Uma autoestrada (pré-AO 1990: auto-estrada), também conhecida como rodovia duplicada/de acesso controlado ou via expressa, é uma rodovia destinada apenas ao tráfego motorizado de alta velocidade, planejada com pelo menos duas vias em cada direção de fluxo, separadas por elementos físicos, com cruzamentos desnivelados e acesso restrito através de trevos rodoviários, sendo o fluxo e a entrada/saída de automóveis totalmente controlados.
As autoestradas proporcionam um fluxo livre de tráfego, sem sinais de trânsito, cruzamentos ou acessos à propriedades. Elas estão livres de quaisquer cruzamentos com outras estradas, ferrovias ou caminhos de pedestres, os quais são transportados por viadutos e passagens subterrâneas que transpassam a rodovia. A entrada e a saída para a autoestrada são possibilitadas apenas por trevos e rampas, o que permite mudanças de velocidade entre as vias rodoviárias arteriais e coletoras. Nesse tipo de rodovia, os sentidos de movimento opostos são geralmente (mas não necessariamente) separados por um terrapleno central, tais como uma faixa de relva ou pedras ou por uma barreira de tráfego.
As autoestradas, como elas existem hoje, evoluíram durante a primeira metade do século XX. A Long Island Motor Parkway, em Long Island, Estados Unidos, foi aberta em 1908 como uma empresa privada e é considerada a primeira autoestrada do mundo. A Itália abriu a sua primeira autoestrada em 1925, enquanto a Alemanha começou a construir a sua primeira autobahn de 30 km, sem limites de velocidade, em 1932, entre Colônia e Bona (agora denominada A 555). Em seguida, o país rapidamente montou um sistema nacional de estradas baseadas nesse modelo de construção, em antecipação ao seu uso durante a Segunda Guerra Mundial. As primeiras autoestradas da América do Norte (conhecidas como parkways, expressways ou freeways) foram inauguradas na cidade de Nova York na década de 1920. O Reino Unido, fortemente influenciado pelas ferrovias, apenas construiu a sua primeira autoestrada em meados da década de 1950.
Atualmente, a maioria das nações tecnologicamente mais avançadas possuem uma extensa rede de autoestradas, sendo muitas das quais parte de um sistema nacional para esse tipo de rodovia.

## Definição
Não existe uma definição formal para o termo autoestrada, via expressa ou para os seus equivalentes em língua estrangeira (como freeway, expressway, autobahn, autoroute, autopista e autostrade) e que são aceitos em todo o mundo. Na maioria dos casos, essas palavras são definidas pela legislação local ou por padrões de projeto. A Organização para a Cooperação e Desenvolvimento Econômico (OCDE) define uma autoestrada da seguinte maneira:
Estrada, especialmente concebida e construída para a circulação de automóveis, que não têm acesso às propriedades vizinhas e que:

- (a) é provida, exceto em pontos especiais ou temporariamente, de faixas de rolagem separadas para os dois sentidos de tráfego, separados um do outro por uma faixa divisória não destinada à circulação ou, excepcionalmente, para outros meios;
- (b) ausência de cruzamentos de nível com qualquer rodovia, ferrovia, bondes ou trilhas;
- (c) está especialmente sinalizada como autoestrada e é reservada para categorias específicas de veículos rodoviários.

As pistas de entrada e saída das autoestradas estão incluídas, independentemente da localização dos sinais rodoviários. As autoestradas urbanas (via expressa) também estão incluídas.

## História
O modelo atual de autoestradas evoluiu durante a primeira metade do século XX, com a inauguração do The Long Island Motor Parkway, em 1908, como uma empresa privada, considerada a primeira autoestrada do mundo. Essa estrada incluía muitas das características modernas desse tipo de rodovia, como balaustradas e asfalto de concreto armado.
As autoestradas modernas originaram-se no início dos anos 1920, como uma resposta à crescente utilização de automóveis, à demanda por um movimento mais rápido entre as cidades e como consequência da melhoria dos processos técnicos e materiais de pavimentação.
Estas estradas de alta velocidade originais foram referidos como "estradas duplicadas" e, ao mesmo tempo, tinham pouca semelhança com as estradas atuais. A primeira estrada duplicada foi inaugurada na Itália em 1924, entre Milão e Varese e agora faz parte das autoestradas A8 e A9. Esta estrada, enquanto dividida, continha apenas uma pista em cada sentido e não havia trevos.
Pouco tempo depois, em 1924, a Bronx River Parkway foi aberta ao tráfego, tornando-se a primeira estrada na América do Norte a utilizar uma faixa mediana para separar as pistas de sentidos opostos, construída através de um parque e onde as ruas que se cruzam eram atravessadas por pontes. A construção da Bonn-Colônia começou em 1929 e terminou em 1932, sendo inaugurada pelo prefeito de Colônia.

## Características

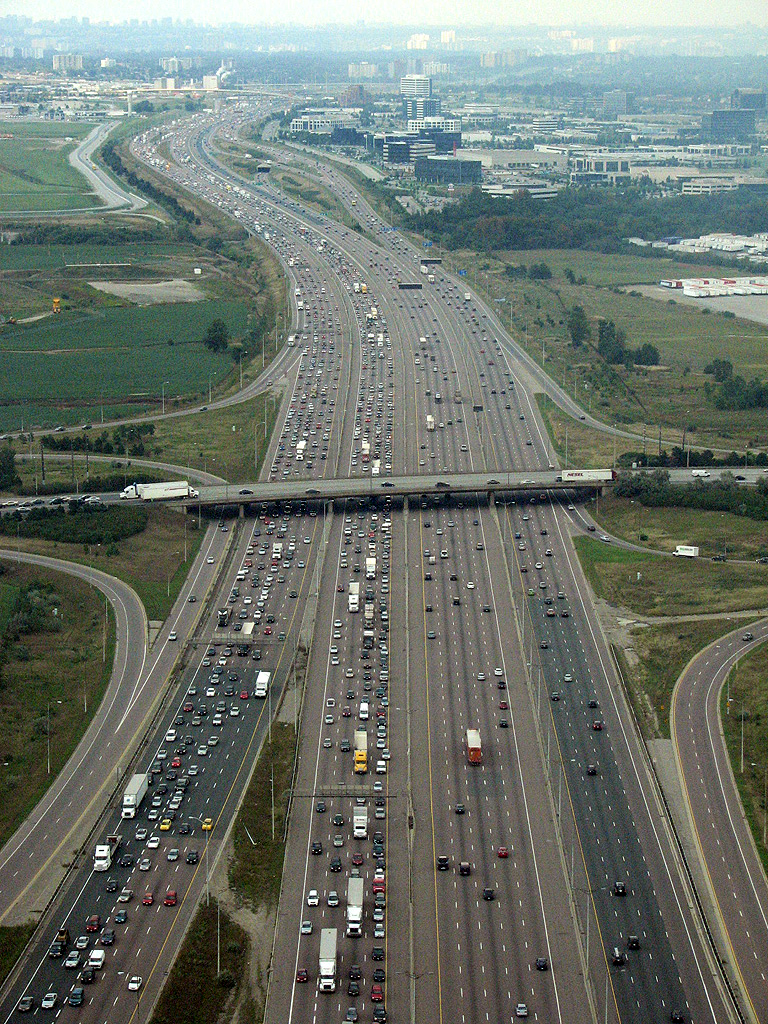
Highway 401, em Ontário, no Canadá, a mais movimentada da América do Norte.

Autoestradas, por definição, não têm interseções no nível do chão com outras rodovias, ferrovias ou outro tipo de trilha. O cruzamento de estradas com outras vias é, geralmente, com separação de nível, sob a forma de passagens inferiores ou superiores. Além de calçadas ligadas às estradas que cruzam a rodovia, passarelas de pedestres ou túneis também podem ser usados. Estas estruturas permitem que pedestres e ciclistas atravessem a rodovia naquele ponto, sem um desvio de travessia para a estrada mais próxima.
O acesso às autoestradas é geralmente possibilitado pelo uso de trevos rodoviários e rampas, embora outros tipos de cruzamentos possam ser utilizados para conexões diretas com estradas vicinais. Em muitos casos, trevos sofisticados permitem transições suaves e ininterruptas entre rodovias e movimentadas estradas arteriais que se cruzam. No entanto, às vezes é necessário sair para uma estrada de superfície para transferir de uma estrada para outra.
Os limites de velocidade são geralmente mais elevadas em autoestradas e ocasionalmente são inexistentes (como em grande parte da rede de autobahns alemãs).[carece de fontes?] Como as velocidades mais elevadas reduzem o tempo de decisão, autoestradas são geralmente equipadas com um número maior de sinais de orientação do que outras estradas e os sinais em si são fisicamente maiores. Placas e sinais são muitas vezes montados em viadutos ou pórticos para que os motoristas podem ver onde cada pista vai. Números de saída são geralmente derivados da distância da saída em quilômetros desde o início da estrada. Em algumas regiões, há áreas de descanso públicos ou de serviço, bem como telefones de emergência nos acostamentos e em intervalos regulares.
Em alguns países, normalmente, possuem portagem, sendo concessionadas a uma empresa privada que as explora comercialmente e conserva. Em pelo menos  dois países europeus utiliza-se a vinheta de autoestrada que se cola no para-brisas e é válida por um ano. Muitas autoestradas não são construídas de raiz, podendo ser construídas a partir da reconversão de sistemas de estradas ou rodovias nacionais.

## Por país

### Alemanha

Mapa da rede de Autobahn da Alemanha

A rede de Bundesautobahnen alemãs tem uma extensão total de 12.949 km (em setembro de 2015), o que a classificava como o quinto maior sistema de autoestradas do mundo, atrás do Sistema Interestadual de Autoestradas dos Estados Unidos, o Sistema Nacional  de Autoestradas da República Popular da China, as vias expressas do sistema rodoviário nacional do Canadá e as autopistas da Espanha.
As autoestradas alemãs não têm limite de velocidade geral (embora cerca de 47% do comprimento total esteja sujeito a limites locais e/ou condicionais de velocidade), mas o limite de velocidade consultivo (Richtgeschwindigkeit) é de 130 km/h.

### Angola
Integrado num plano de melhoria das infraestruturas rodoviárias do país, o governo de Angola tem investido na construção de várias estradas, designadamente na chamada "Autoestrada Periférica" em torno da capital, Luanda. A primeira autoestrada de Angola, a Via Expressa Fidel Castro, conta com 54 quilómetros de extensão, duas faixas de rodagem em cada sentido (com possibilidade de posterior alargamento para três) e um separador central de vinte metros. A obra iniciou-se em 2007 com duas fases de construção — a primeira, ligando Viana a Cacuaco, e a segunda, ligando Viana a Belas, — concluída em 2016.
A autoestrada periférica de Luanda tem como objectivo principal melhorar a circulação rodoviária na capital do país, interligando os municípios de Cacuaco, Viana, Belas e Talatona. No entanto, facilita também as deslocações entre Luanda e as províncias de Angola, com realce para Bengo, Cuanza Norte e Cuanza Sul.

### Brasil

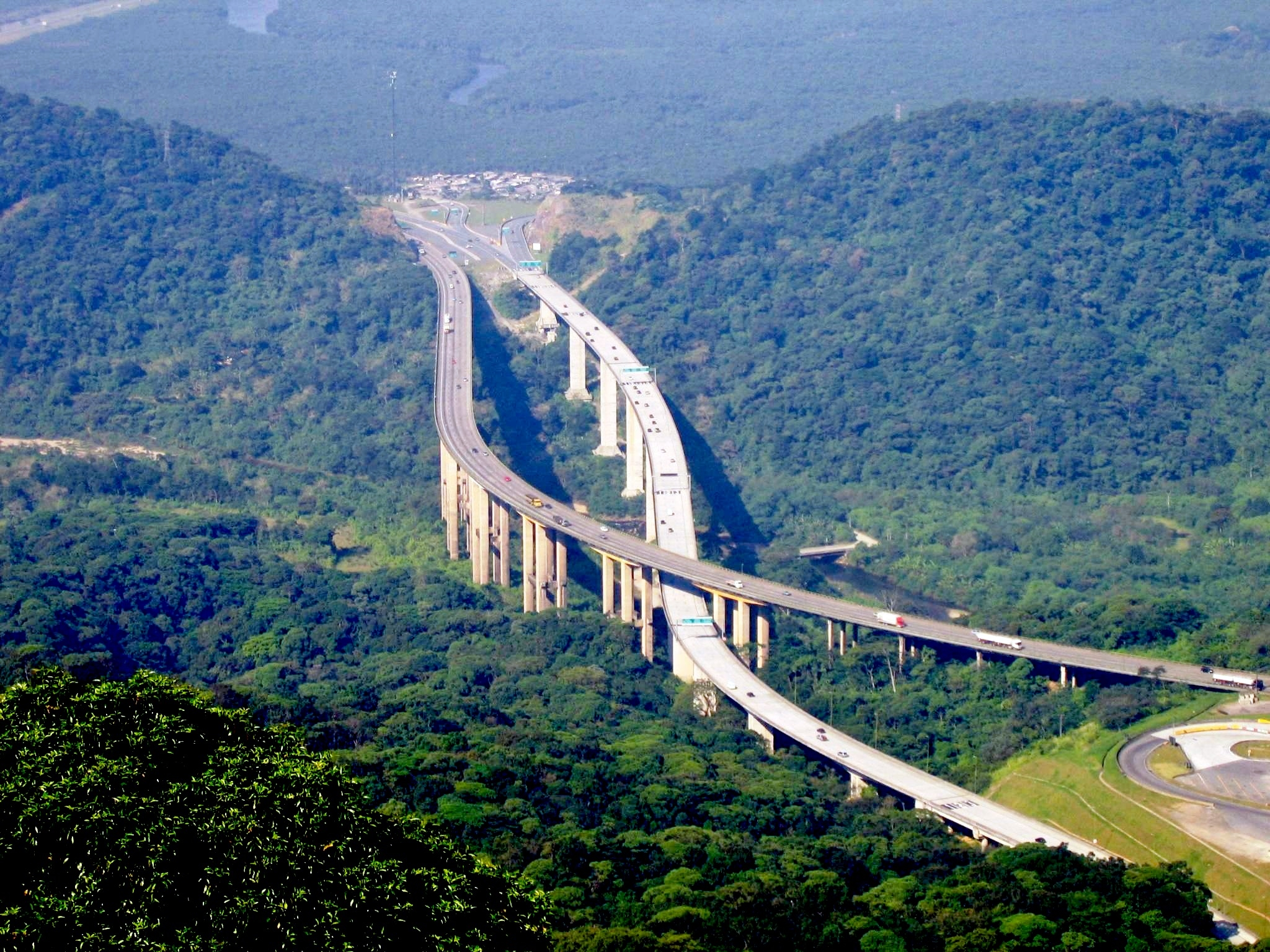
A Rodovia dos Imigrantes (SP-160), uma das únicas rodovias "Classe-0" do país, cruzando a Serra do Mar em São Paulo, Brasil

Uma autoestrada (anteriormente auto-estrada) é uma via de tráfego rápido, com todos os acessos controlados, sem cruzamentos em nível e destinada exclusivamente a veículos motorizados. Nos termos da Convenção de Viena sobre Trânsito Viário, ratificada pelo Brasil em 1980 e em vigor no país desde 1981, os tipos de rodovia que mais se aproximam da definição convencional de autoestrada são as vias urbanas duplicadas de trânsito rápido e o tipo funcional [en] denominado via classe 0 por serem duplicadas e apresentarem trânsito livre, sem interseções em nível, sem travessias de pedestres e sem acesso direto às propriedades adjacentes. Porém, diferentemente da definição convencional, o Código de Trânsito Brasileiro permite que pedestres circulem em qualquer rodovia ou via de trânsito rápido e que ciclistas circulem em qualquer rodovia ou via de trânsito rápido com acostamento, exceto onde houver sinalização proibitiva.
As autoestradas de maior nível técnico no Brasil são definidas "Rodovias Classe 0" pelo Departamento Nacional de Infraestrutura de Transporte (DNIT). Estas autoestradas atendem aos mais altos padrões internacionais de desenho e são projetadas para comportar velocidades de até 130 km/h. A declividade máxima aceita em tais padrões é de 5% (em terrenos montanhosos) e raio mínimo de curva de 665 metros (para superelevação de 12%). As autoestradas atuais no Brasil classificadas "Classe 0" são a Rodovia dos Bandeirantes, a Rodovia Castelo Branco, a Rodovia dos Imigrantes, a Rodovia Washington Luís, a BR-153/060, entre Itumbiara e Brasília, a Rodovia Ayrton Senna/Carvalho Pinto, o trecho entre Porto Alegre e Osório da Rodovia Osvaldo Aranha e a via expressa Rodoanel Mário Covas, todas construídas pós-década de 70 alcançando padrões modernos europeus. Outras autoestradas como a BR-101 Sul, a Rodovia Régis Bittencourt e a Rodovia Fernão Dias são de desenho inferior, atendendo a padrões técnicos mais antigos.[carece de fontes?]
Cerca de 14 000 quilômetros do sistema rodoviário brasileiro cumprem os critérios de classificação de autoestradas, segundo dados de 2019, sendo muitas dessas rodovias concedidas à iniciativa privada. No entanto, não há uma designação específica no governo brasileiro para esse tipo de rodovia, sendo que o termo autoestrada não é comumente usado no país; ao invés disto a maioria destas vias são chamadas simplesmente de rodovias ou estradas.
O estado de São Paulo, com cerca de 6.000 quilômetros de autoestradas, tem a maior quantidade destas no país. É também o estado do país com mais rodovias concedidas ao setor privado.

Sistema rodoviário brasileiro, com as rodovias duplicadas destacadas

A primeira autoestrada brasileira, a Rodovia Anhanguera, foi concluída em 1953 como uma adaptação da rodovia de pista única inicial. Logo depois, naquele mesmo ano, a segunda pista da Rodovia Anchieta foi inaugurada. Nas décadas seguintes a construção de autoestradas se tornou cada vez mais comum, na maioria das vezes resumidas em adaptação de antigas rodovias de pista única duplicando-as, retificando curvas, retirando cruzamentos em nível e limitando o acesso.[carece de fontes?]

### Canadá

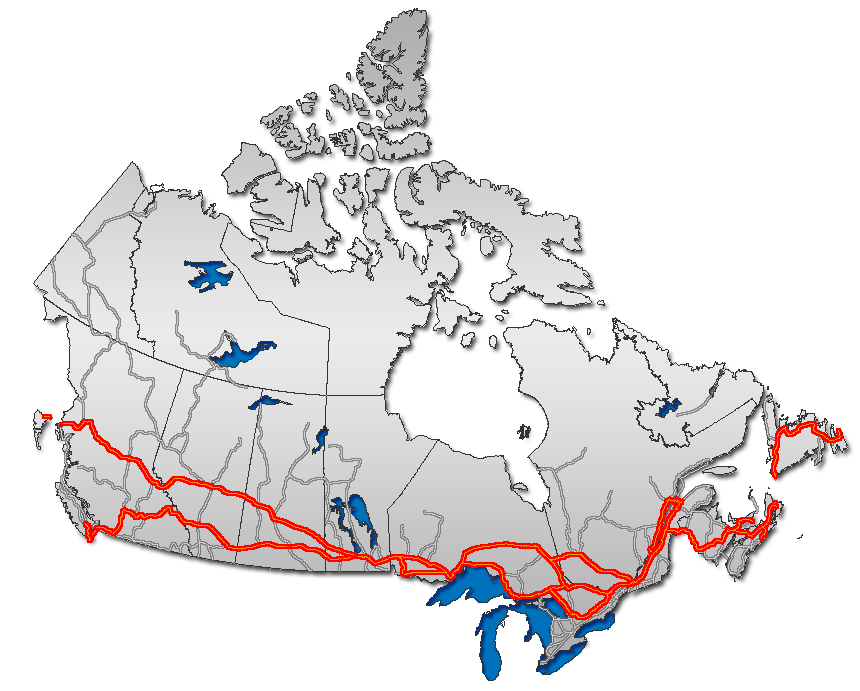
Rodovia Trans-Canadá

As autoestradas canadenses estão, principalmente, sob a jurisdição das províncias de Ontário e Quebec, que possuem as maiores redes no país. Estas estradas são influenciadas pelos padrões norte-americanos, mas tem inovações de design e algumas outras diferenças. Com cerca de 17 000 km de extensão, a rede de autoestradas do Canadá é a terceira maior do mundo, atrás apenas das redes dos Estados Unidos e da China.

### China

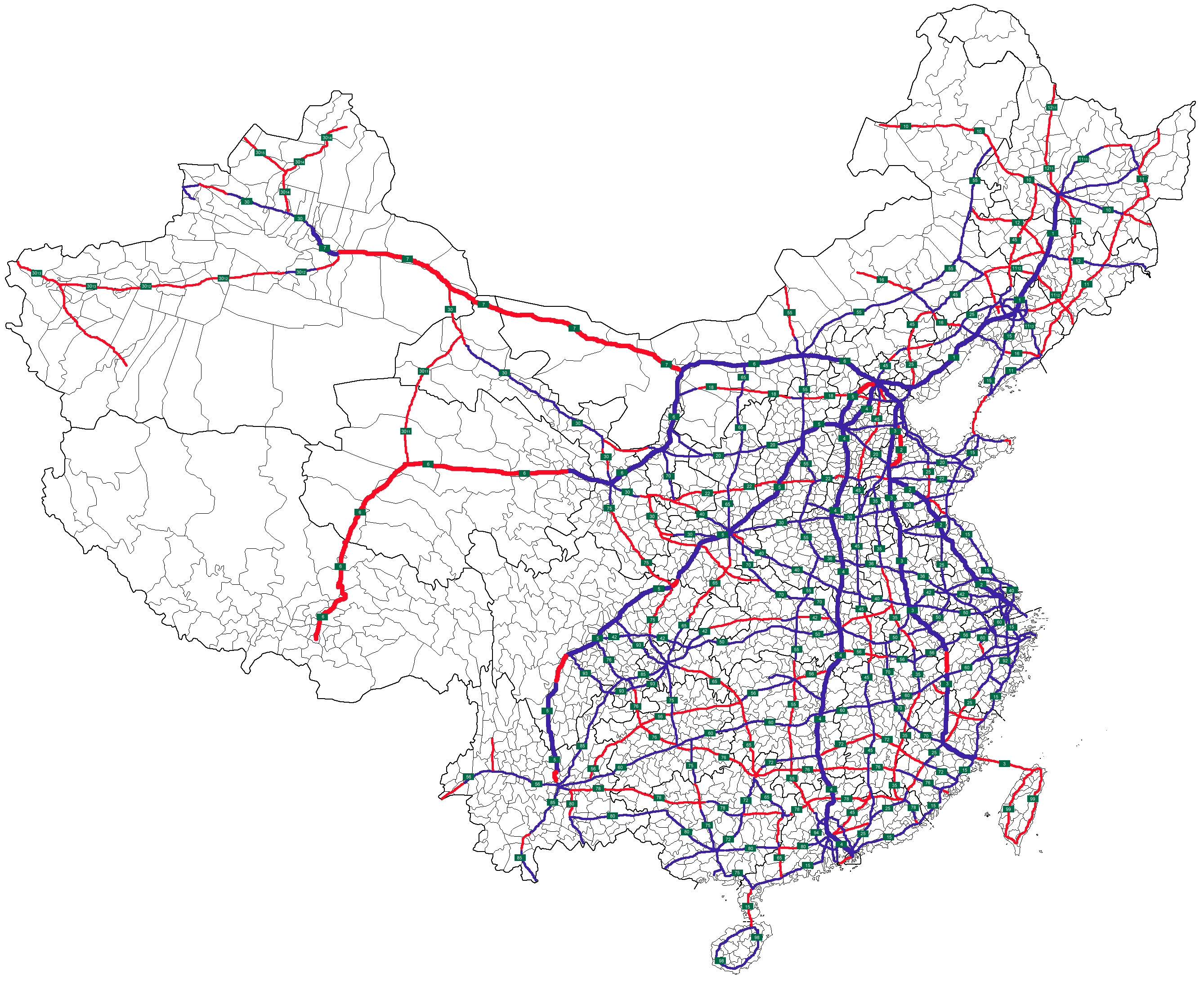
Mapa do Sistema Nacional de Autoestradas da China:
Operacional
Em construção/planejado

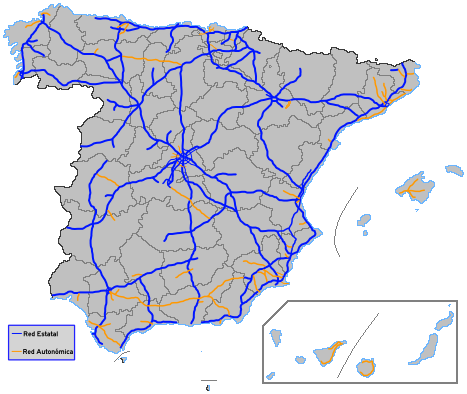
Mapa da rede de autoestradas da Espanha

A rede do Sistema Nacional de Autoestradas da República Popular da China é a segunda mais longa do mundo, apenas 1.600 km mais curta que a rede do Sistema Interestadual de Autoestradas dos Estados Unidos (em 2010). O comprimento total da rede de autoestradas chinesa era de 136.000 km até o final de 2017, o segundo mais longo do mundo segundo depois da rede de vias expressas estadunidense e aproximadamente igual ao comprimento das redes do Canadá, Alemanha, França e Japão juntas.
As autoestradas chinesas são uma adição relativamente recente a uma complicada rede de estradas nacional. De acordo com fontes do governo, o país não tem nenhuma rodovia expressa que tenha sido construída antes de 1988. Uma das primeiras autoestradas do país foi a Autoestrada Jingshi, entre Pequim e Shijiazhuang, na província de Hebei. Esta via expressa agora faz parte da Via Expressa Jingzhu, atualmente uma das maiores vias expressas em todo o país, com mais de 2.000 km.

### Espanha
Com 15 152 km (em 2008), a rede de autoestradas espanhola é a quarto maior do mundo em comprimento, depois da dos Estados Unidos, China e Canadá. As autopistas são especificamente reservadas para viagens de automóvel, onde os limites de velocidade gerais são definidos pela lei espanhola entre 60–120 km/h. Limites específicos podem ser impostos com base na meteorologia ou nas condições de tráfego da rodovia. A legislação espanhola exige o fornecimento de uma rota alternativa para os veículos mais lentos. Muitas das autoestradas do país, mas não todas, contam com pedágios.

### Estados Unidos

O Sistema Interestadual de Autoestradas, que se estende por 75376 quilômetros, a maior rede de rodovias expressas do planeta.

Nos Estados Unidos, uma autoestrada é definida pelo "Manual sobre os Dispositivos Uniformes de Controle de Tráfego" como uma estrada duplicada com acesso totalmente controlado. Isto significa duas coisas: em primeiro lugar, os proprietários vizinhos à estrada não têm o direito legal de acesso, o que significa que eles não podem conectar suas terras com a estrada pela construção de estradas secundárias, embora algumas vias de acesso forneçam uma entrada para as propriedades adjacentes a uma autoestrada em muitos lugares do país. Quando uma estrada existente é convertida em uma autoestrada, todas as calçadas existentes devem ser removidas e o acesso à propriedades privadas adjacentes deve ser bloqueado com cercas ou muros. Em segundo lugar, o tráfego em uma autoestrada deve ser de "fluxo livre", ou seja, todos cruzamentos de tráfego são construídos de modo que não exista conflito com a linha principal da estrada, que deve ser regulada por semáforos, sinais de parada, ou outros dispositivos de controle de tráfego. Alcançar tal fluxo livre de tráfego exige a construção de viadutos, muitas passagens subterrâneas, trevos e sistemas de rampa. A vantagem da série de cruzamentos separados é que os motoristas da autoestrada quase sempre podem manter a sua velocidade nos cruzamentos, uma vez que não precisas ceder a veículos que cruzam perpendicularmente ao tráfego da linha principal. Em contraste, uma via expressa é definida como uma estrada duplicada com controle parcial de acesso.
Ao contrário de alguns países, nem todas as autoestradas dos Estados Unidos são parte de uma única rede rodoviária nacional (embora juntas com as rodovias comuns elas formem o Sistema Rodoviário Nacional). Por exemplo, muitas rodovias estaduais, como a Califórnia State Route 99, têm vários e significativos trechos de autoestrada.

### França

Mapa do sistema de autoroutes da França

O sistema de autoestradas da França consiste em grande parte de rodovias com pedágio, exceto em torno de grandes cidades e em partes do norte do país. A rede francesa tem uma extensão de 12 000 km no valor de autoestradas, uma das maiores do mundo.

### Índia
As autoestradas da Índia formam mais de 942,19 km do Sistema de Estrada Nacionais do país e são a classe mais alta de rodovias. O Projeto Nacional de Desenvolvimento de Rodovias está em andamento para adicionar 18.637 km de vias expressas para na rede rodoviária nacional até o ano de 2022.

### Japão

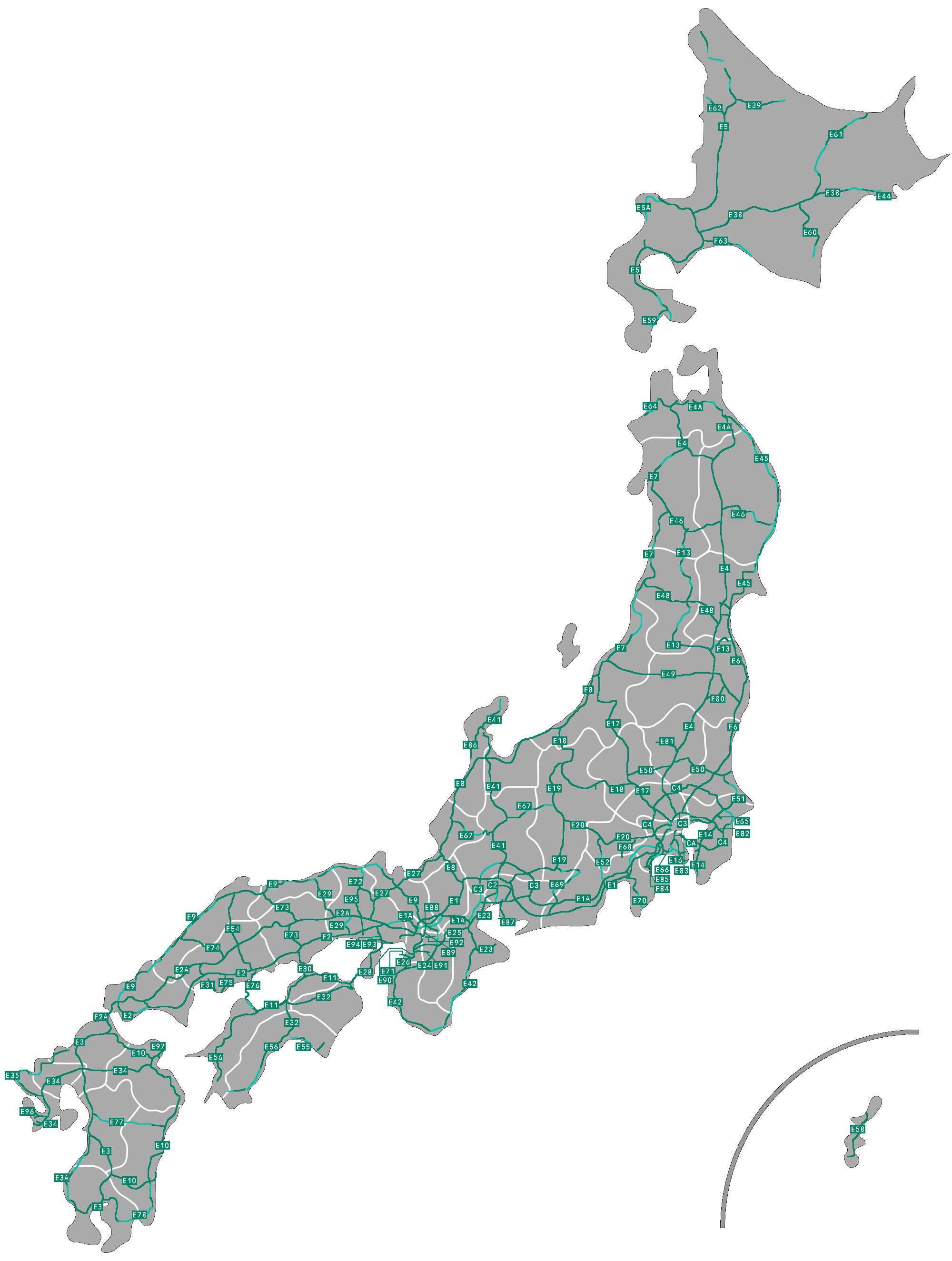
Mapa do sistema nacional de vias expressas do Japão

As Vias Expressas Nacionais do Japão compõem a maioria das autoestradas do país. A rede possui uma ligação ininterrupta entre Prefeitura de Aomori, no norte de Honshu, e a Prefeitura de Kagoshima, no sul de Kyushu, ligando Shikoku também. Vias expressas adicionais servem os viajantes em Hokkaido e em Okinawa, embora aqueles que não estão conectados à rede Honshū-Kyūshū-Shikoku. A rede de autoestradas do país tinha um comprimento total de 8 730 km em 2005.

### Portugal

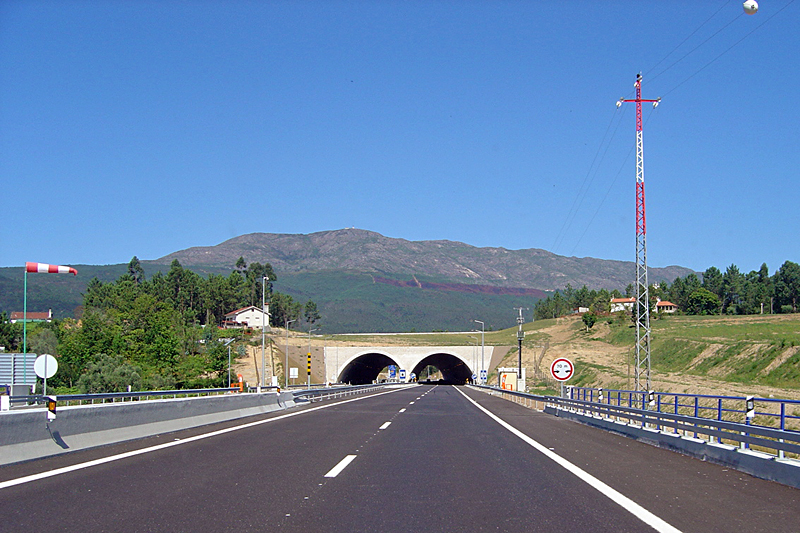
Trecho da Autoestrada do Vale do Lima, em Portugal

Portugal foi um dos primeiros países do mundo a ter uma autoestrada, com a inauguração, em 1944, do lanço Lisboa-Estádio Nacional, da que seria a futura Autoestrada da Costa do Estoril.
No entanto, apesar de terem sido posteriormente construídos alguns outros troços nas décadas de 1960 e 1970, só no final da década de 1980 foi iniciada a construção de autoestradas em grande escala. Hoje em dia, a rede de autoestradas portuguesas é bastante desenvolvida e percorre quase todo o território, ligando todo o litoral e as principais cidades do interior, numa extensão total de aproximadamente 3000 km. A extensão e a densidade da rede permite que 87% da população portuguesa se encontre a menos de 15 minutos de distância de um acesso a uma autoestrada. Na Europa, Portugal está entre os países que mais investiram e que têm maior número de quilómetros de autoestradas por habitante e área.
As autoestradas portuguesas integram uma das duas sub-redes que formam a Rede Rodoviária Nacional, a Rede Fundamental e a Rede Complementar. Cada lanço de autoestrada, portanto, coincide com um lanço de Itinerário Principal (IP) ou de Itinerário Complementar (IC).
O Plano Rodoviário Nacional (PRN2000) estabelece que a rede fundamental de estradas de Portugal (autoestradas, itinerários principais, itinerários complementares e estradas nacionais) são geridas pela Administração Central e as estradas regionais e as estradas municipais são geridas pelas administrações regionais ou locais.

### Reino Unido
O plano de um sistema de autoestradas nacionais no Reino Unido foi emitido pelo Ministério dos Transportes de Guerra, em 1946, pouco antes da lei que autorizava estradas restritas para classes específicas de veículos ter sido aprovada. O primeiro trecho de autoestrada, o M6 Bypass Preston, inaugurado em 1958, foi seguido do primeiro trecho principal de autoestrada (a M1, entre Crick e Berrygrove), que abriu em 1959. Desde então, novas rodovias desse tipo foram construídas regularmente na década de 1980; em 1972 as primeiras mil milhas (1.609 km) de autoestrada foram construídas. Em 2009, a extensão total do sistema de autoestradas britânico chegou a 3 519 km.